# Husky (Spielzeugauto)

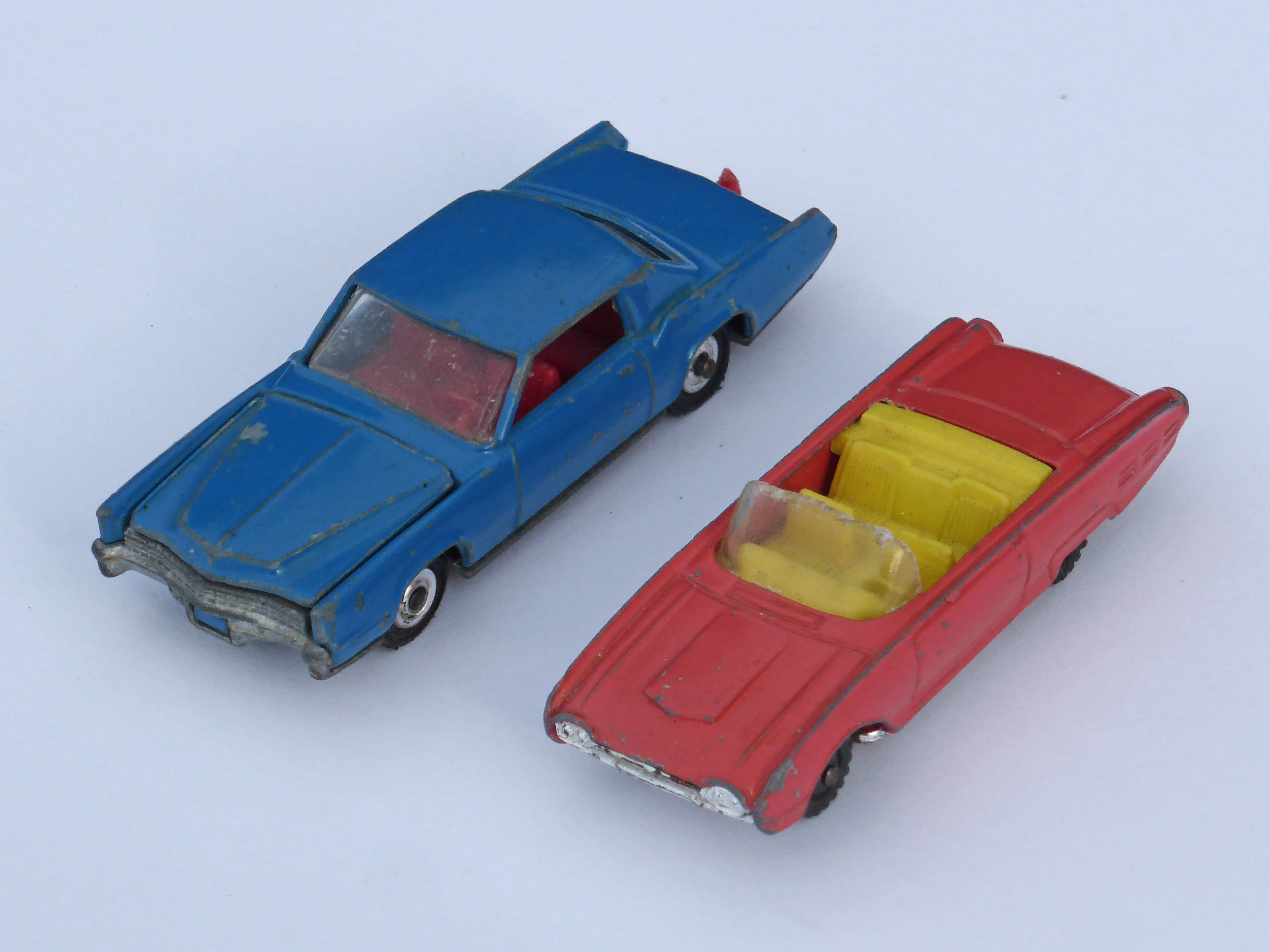
Zwei Spielzeugautos von Husky, ein frühes Modell (Ford Thunderbird Cabrio, rechts) und ein jüngeres Modell (Cadillac Eldorado)

Husky war ein von 1964 bis etwa 1970 bestehender Markenname der Firma Mettoy für Spielzeugautos. Die Modelle entsprachen in Ausführung und Größe ungefähr den Matchbox-Modellen der Serie 1-75, als deren Konkurrenzprodukt sie ursprünglich gedacht waren. Sie wurden in Großbritannien hergestellt und bis 1969 nur bei Woolworth angeboten. Ab 1970 wurden Modelle aus der Husky-Serie unter dem Namen Corgi Juniors verkauft.